# Raúl de la Torre
Raúl de la Torre (19 de febrero de 1938 - 19 de marzo de 2010) fue un guionista y director de cine argentino. Obtuvo seis premios internacionales. Entre sus premios se cuenta dos veces el Cóndor de Plata a mejor película por Juan Lamaglia y Sra. y El infierno tan temido, el premio a mejor director por la segunda y el diploma al mérito Konex. Estuvo nominado a la Palma de Oro en Cannes en 1986 (su película abrió la competición) junto a Martin Scorsese, Jim Jarmusch, Andréi Tarkovski, y demás directores.
Fue Director del Fondo Nacional de las Artes durante el período 1992-1996.

## Filmografía

### Director
- Peperina (1995)
- Funes, un gran amor (1993)
- Color escondido (1988)
- Pobre mariposa (1986)
- Pubis Angelical (1982)
- El infierno tan temido (1980)
- Sola (1976)
- La revolución (1973)
- Heroína (1972)
- Crónica de una señora (1971)
- Juan Lamaglia y Sra. (1970)

### Codirector
- The Players vs. Ángeles caídos (1969)

### Guionista
- Peperina (1995)
- Funes, un gran amor (1993)
- Color escondido (1988)
- Pobre mariposa (1986)
- Pubis angelical (1982)
- Sola (1976)
- La revolución (1973)
- Heroína (1972)
- Crónica de una señora (1971)
- Juan Lamaglia y Sra. (1970)

## Premios y nominaciones
Asociación de Cronistas Cinematográficos de la Argentina
- Juan Lamaglia y señora ganadora en 1971 del Premio Cóndor de Plata al Mejor Guion Original (compartido con Héctor Grossi)
- El infierno tan temido ganadora  en 1981 del Premio Cóndor de Plata al Mejor Guion Adaptado
- El infierno tan temido ganadora en 1981 del Premio Cóndor de Plata al Mejor Director

Festival de Cine de Bogotá 1987
- Pobre mariposa ganadora del Premio Círculo Precolombino de Oro a la Mejor Película Sudamericana

Festival de Cine de Cannes 1986
- Pobre mariposa nominada al Premio Palma de Oro

Festival de Cine Latinoamericano de Huelva 1986
- Pobre mariposa ganadora del Premio Colón de Oro a la Mejor Película

Festival Internacional de Cine de Mar del Plata 1970
- Juan Lamaglia y señora ganadora del Premio Especial del Jurado.
- Juan Lamaglia y señora nominada al Premio a la Mejor Película en la competencia internacional.